# Larissa Swirski
Larissa Swirski (Odesa, 1910-Sevilla, 13 de mayo de 1977), en algunas fuentes reseñada como Larissa Swirsky, fue una fotógrafa y espía ucraniana, conocida como La Mata Hari del Sur y La Reina de Corazones, que ayudó a derrocar a Hitler. Ian Fleming se inspiró en ella para crear uno de los personajes de James Bond.

## Trayectoria
Era descendiente de los Romanov. Como el resto de nobles del Imperio ruso, su familia tuvo que huir tras la Revolución Bolchevique, por lo que en 1917 Swirski fue evacuada con sus abuelos y hermanas en un buque de guerra enviado por el rey Jorge V del Reino Unido. Se exiliaron en Berlín. Después se mudó a París con su hermana y su abuela, donde abrió un estudio de fotografía, llegando a retratar a Rodolfo Valentino, Marlene Dietrich o Josephine Baker, y se relacionó con personajes como Salvador Dalí o Coco Chanel, para quien hacía de intérprete rusa. En Cannes conoció a Manuel Romero Hume, un marino y aviador militar español con el que se casó.
Tras la guerra civil española, su marido estaba destinado en Ceuta. Allí fue reclutada por una espía alemana en 1940, a los 29 años. Aceptó ponerse al servicio de los alemanes con la condición de que la ayudaran a recuperar sus propiedades en su país natal y a encontrar el lugar en el que sus padres habían sido enterrados. En esa etapa, trabajaba en el área de Tetúan, Ceuta y Tánger. Cuando su marido fue trasladado a Puente Mayorga, Swirski comienza a operar en la zona del estrecho de Gibraltar haciendo fotografías con una Minox.
En 1943, a través de su hermana Ala, miembro de la Resistencia francesa, descubrió los crímenes nazis en los campos de exterminio, por lo que Swirski decidió cambiar de bando, pasando a servir al Gobierno británico como agente doble. Su jefe en el Servicio de Inteligencia Británico era David Scherr y Swirski era conocida como Queen of Hearts (en español, la Reina de Corazones).
Además, trabajó con el entonces miembro de la División de Inteligencia Naval, Ian Fleming. Durante su periodo en el Campo de Gibraltar, conoció a Clark Gable que se encontraba en la zona tras haber servido como observador artillero en la Real Fuerza Área británica durante la guerra y este le propuso trabajar como actriz en Hollywood.
Su hija, Liana Romero Swirski, se convirtió en la espía española más joven de la Segunda Guerra Mundial, al acompañarla como tapadera en las misiones. Juntas desempeñaron un papel clave para impedir que los nazis tomaran Gibraltar.
Swirski se retiró tras la caída de Hitler tras la Segunda Guerra Mundial, ante las posibles represalias que su actividad le podía acarrear a su marido, que fue destinado a Sevilla. Hablaba seis idiomas.
Falleció en Sevilla el 13 de mayo de 1977.

## Reconocimientos
Ian Fleming se inspiró en Swirski para crear el personaje de la primera «chica Bond» Vesper Lynd, rival femenina del agente 007, apareciendo en su primera novela Casino Royale. La escritora Almudena Arteaga también se inspiró Swirski para crear a la protagonista de su novela, Cenizas de plata y sangre. El periodista Wayne Jameson le dedicó un capítulo de su libro Esvásticas en el sur.
En 2022, se estrenó el documental sobre su vida, Queen of Hearts dirigido por Chema Ramos.